# Norrbottens-Kuriren
Norrbottens-Kuriren (även bara Kuriren) är en oberoende moderat morgontidning, och en av Sveriges äldre landsortstidningar, grundad år 1861 med huvudkontoret i Luleå. Tidningens största konkurrent är Norrländska Socialdemokraten, som dock har samma ägare som Norrbottens-Kuriren. Norrbottens-Kuriren började ge ut dagliga upplagor 1904.
En av tidningens anställda journalister dömdes för inblandning i det politiska attentatet 1940 mot den konkurrerande vänstertidningen Norrskensflamman, där fem personer miste livet.

## Chefredaktörer
- Karl Lundegård (1900–1903)
- Herman Fernlund (1903–1923)
- Hugo Lindgren (1924–1943)
- Sten Natt och Dag (1943–1947)
- Ivar Frick (1947–1969)
- Ulf Lidhammar (1969–1990)
- Peo Wärring (1990–1999)
- Sture Bergman (-2008)
- Mats Ehnbom (2008-)